# Skellefteå FF
Skellefteå FF is een Zweedse voetbalclub uit Skellefteå, in de provincie Västerbottens län. De club werd in 1921 opgericht als Skellefteå AIK Fotball, maar in 2006 werd de naam gewijzigd. De ploeg speelt in de Division 1, het derde Zweedse voetbalniveau.

## Geschiedenis
Tot en met 2006 stond de club bekend onder de naam Skellefteå AIK, maar door een samenwerkingsverband met Sunnanå SK en Morön BK besloot men de naam te wijzigen naar de huidige. Met de samenwerking hoopte men het voetbal in de regio naar een zo hoog mogelijk niveau te tillen. In 2008 lukte dat, want het promoveerde voor het eerst in de geschiedenis naar de Division 1. Na een jaar moest men alweer afscheid nemen in Noord-Zweden, want het eindigde als laatste. Na vier seizoenen kon men in 2013 opnieuw promotie bewerkstelligen in de Division 2, maar opnieuw verbleef Skellefteå slechts een seizoen op het derde niveau, want men werd opnieuw hekkensluiter. Ook in 2018 duurde het verblijf in de Division 1 slechts een jaar.